# Islands herrlandslag i vattenpolo
Islands herrlandslag i vattenpolo representerar Island i vattenpolo på herrsidan. Laget deltog i 1936 års olympiska turnering, och slutade där på 15:e plats.

### Fotnoter
1. ↑  Todor Krastev (14 mars 1936). ”Men Water Polo Olympic Games 1936 Berlin (GER) - 08-15.08 Winner Hungary” (på engelska). Sport Statistics. Arkiverad från originalet den 29 juni 2015. https://web.archive.org/web/20150629125407/http://todor66.com/Water_Polo/Olympic/Men_1936.html. Läst 27 juni 2015.